# Boceprevir
Il boceprevir (INN, nome commerciale Victrelis) è un inibitore della proteasi utilizzato nel trattamento dell'epatite C genotipo 1.
Si lega al sito attivo non strutturale 3 (NS3) del virus HCV.
Il farmaco è stato sviluppato dalla Schering-Plough,  azienda ora confluita in Merck nel 2009. Esso è stato approvato dalla Food and Drug Administration il 13 maggio 2011; ed è disponibile in Italia dal 2012.
Il boceprevir è un farmaco antivirale ad azione diretta utilizzato come parte della terapia combinata per trattare l'epatite C cronica, una malattia infettiva del fegato causata dall'infezione con il virus dell'epatite C (HCV). L'HCV è un virus a RNA a singolo filamento che viene categorizzato in nove genotipi distinti, con il genotipo 1 che è il più comune negli Stati Uniti, colpendo il 72% di tutti i pazienti con HCV cronica. Le opzioni di trattamento per l'epatite C cronica sono notevolmente avanzate dal 2011, con lo sviluppo di antivirali ad azione diretta (DAAs) come il boceprevir. Il boceprevir è un inibitore di NS3/4A, un enzima proteasico a serina codificato dai genotipi 1 e 4 dell'HCV. Questi enzimi sono essenziali per la replicazione virale e servono a clivare la poliproteina codificata dal virus in proteine mature come NS4A, NS4B, NS5A e NS5B. La barriera per lo sviluppo della resistenza agli inibitori di NS3/4A è più bassa rispetto a quella degli inibitori di NS5B, un'altra classe di DAAs. Le sostituzioni alle posizioni degli aminoacidi 155, 156 o 168 sono note per conferire resistenza. Le sostituzioni del triade catalitica dell'enzima, composta da H58, D82 e S139, possono anche alterare l'affinità del farmaco per NS3/4A o l'attività stessa dell'enzima. Nonostante questo svantaggio, il boceprevir è comunque efficace contro l'HCV quando viene abbinato a Ribavirina, Peginterferone alfa-2a e Peginterferone alfa-2b.
In una raccomandazione congiunta pubblicata nel 2016, l'American Association for the Study of Liver Diseases (AASLD) e l'Infectious Diseases Society of America (IDSA) non raccomandano il boceprevir in combinazione con Ribavirina, Peginterferone alfa-2a e Peginterferone alfa-2b come terapia di prima linea per l'epatite C. Il boceprevir, la Ribavirina, il Peginterferone alfa-2a e il Peginterferone alfa-2b vengono utilizzati con l'obiettivo di curare o ottenere una risposta virologica sostenuta (SVR) dopo 48 settimane di terapia quotidiana. L'SVR e l'eradicazione dell'infezione da HCV sono associati a significativi benefici per la salute a lungo termine, tra cui una riduzione del danno correlato al fegato, un miglioramento della qualità della vita, una riduzione dell'incidenza di carcinoma epatocellulare e una riduzione della mortalità generale.
Il boceprevir è disponibile come prodotto a dose fissa (commercializzato con il nome di Victrelis) utilizzato per il trattamento dell'epatite C cronica. Approvato nel maggio 2011 dalla Food and Drug Administration, Victrelis è indicato per il trattamento del genotipo 1 dell'HCV in combinazione con Ribavirina, Peginterferone alfa-2a e Peginterferone alfa-2b. Victrelis non è più ampiamente utilizzato poiché sono stati sviluppati trattamenti senza interferone.

## Farmacologia

### Indicazione d'uso
Il boceprevir, quando utilizzato in combinazione con la Ribavirina, il Peginterferone alfa-2a e il Peginterferone alfa-2b, è indicato per il trattamento dell'infezione cronica da HCV del genotipo 1 negli adulti.

### Farmacodinamica
Il boceprevir è classificato come antivirale ad azione diretta e impedisce la replicazione virale nell'HCV del genotipo 1.

### Meccanismo d'azione
Il boceprevir è un inibitore della proteasi NS3/4a utilizzato per inibire la replicazione virale dell'HCV. La proteasi NS3/4a è una parte integrante della replicazione virale e mediatrice della clivaggio della poliproteina codificata dal virus in proteine mature (NS4A, NS4B, NS5A e NS5B). Il boceprevir si lega covalentemente ma reversibilmente al residuo serina (S139) nel sito attivo tramite un gruppo funzionale (α)-chetamide. Ciò inibisce l'attività proteolitica dell'enzima codificato da HCV 1a e 1b.

### Assorbimento
Il boceprevir raggiunge la concentrazione plasmatica massima 2 ore dopo l'assunzione. La biodisponibilità assoluta non è stata determinata. Quando assunto con il cibo, l'esposizione aumenta fino al 65%. In forma di capsula, il boceprevir consiste in due diastereoisomeri in un rapporto 1:1. Nel plasma, questo rapporto cambia a 2:1, favorendo il diastereoisomero attivo.

#### Volume di distribuzione
Il volume apparente medio di distribuzione per il boceprevir è di 772 litri allo stato stazionario.

#### Legame alle proteine
Il boceprevir è approssimativamente legato al 75% alle proteine plasmatiche umane dopo una singola dose.

### Metabolismo
Il boceprevir viene principalmente metabolizzato tramite il percorso mediato dalla aldo-chetoreduttasi, producendo una miscela diastereomerica di metaboliti con un'esposizione 4 volte maggiore rispetto al composto madre. Il boceprevir subisce anche un metabolismo ossidativo tramite CYP3A4/5, sebbene in misura minore.

#### Via di eliminazione
Il boceprevir viene principalmente eliminato con le feci (79%) e in una piccola quantità con l'urina (9%). Circa l'8% e il 3% vengono eliminati come composto madre nelle feci e nell'urina, rispettivamente.

#### Emivita
Il boceprevir ha un'emivita media di eliminazione di 3,4 ore.

#### Clearance
Il boceprevir ha una clearance totale media del corpo di 161 litri all'ora.

### Tossicità
Le reazioni avverse più comunemente riportate negli adulti sono state affaticamento, anemia, nausea, mal di testa e disgeusia quando il boceprevir è stato utilizzato in combinazione con la Ribavirina e il Peginterferone alfa-2a/Peginterferone alfa-2b.